# Schloss Aholming

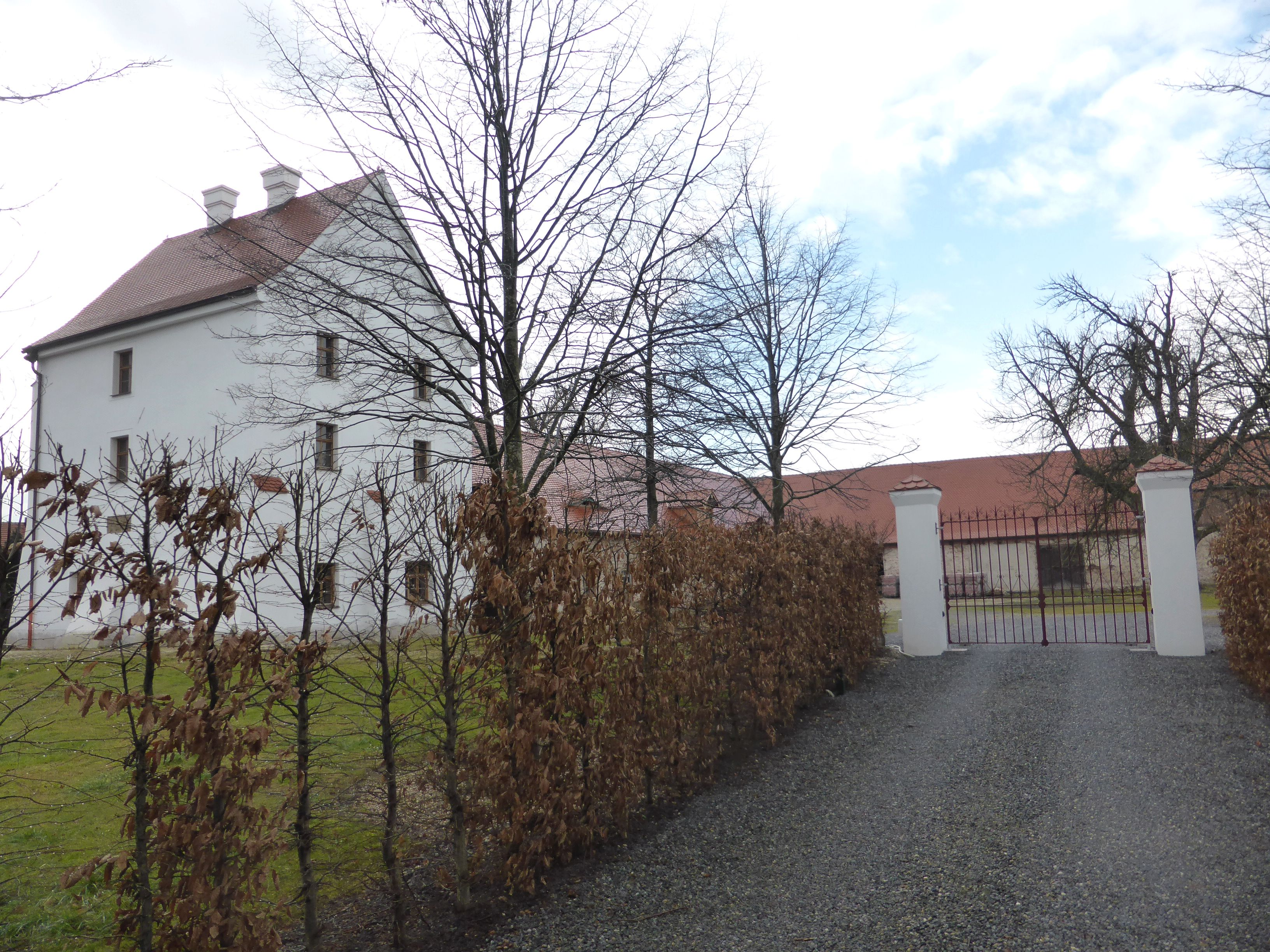
Schloss Aholming (2015)

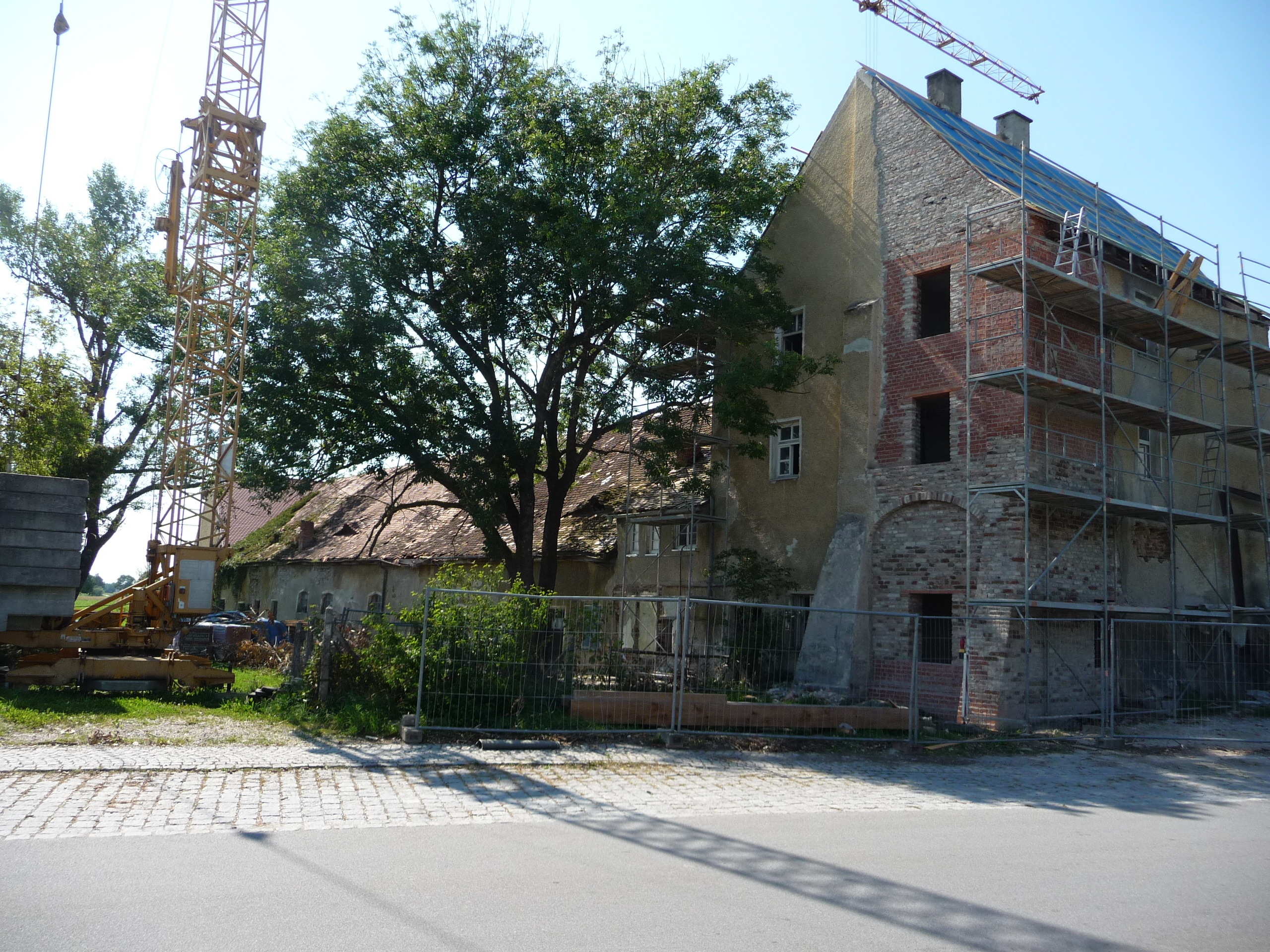
Schloss Aholming während der Renovierung

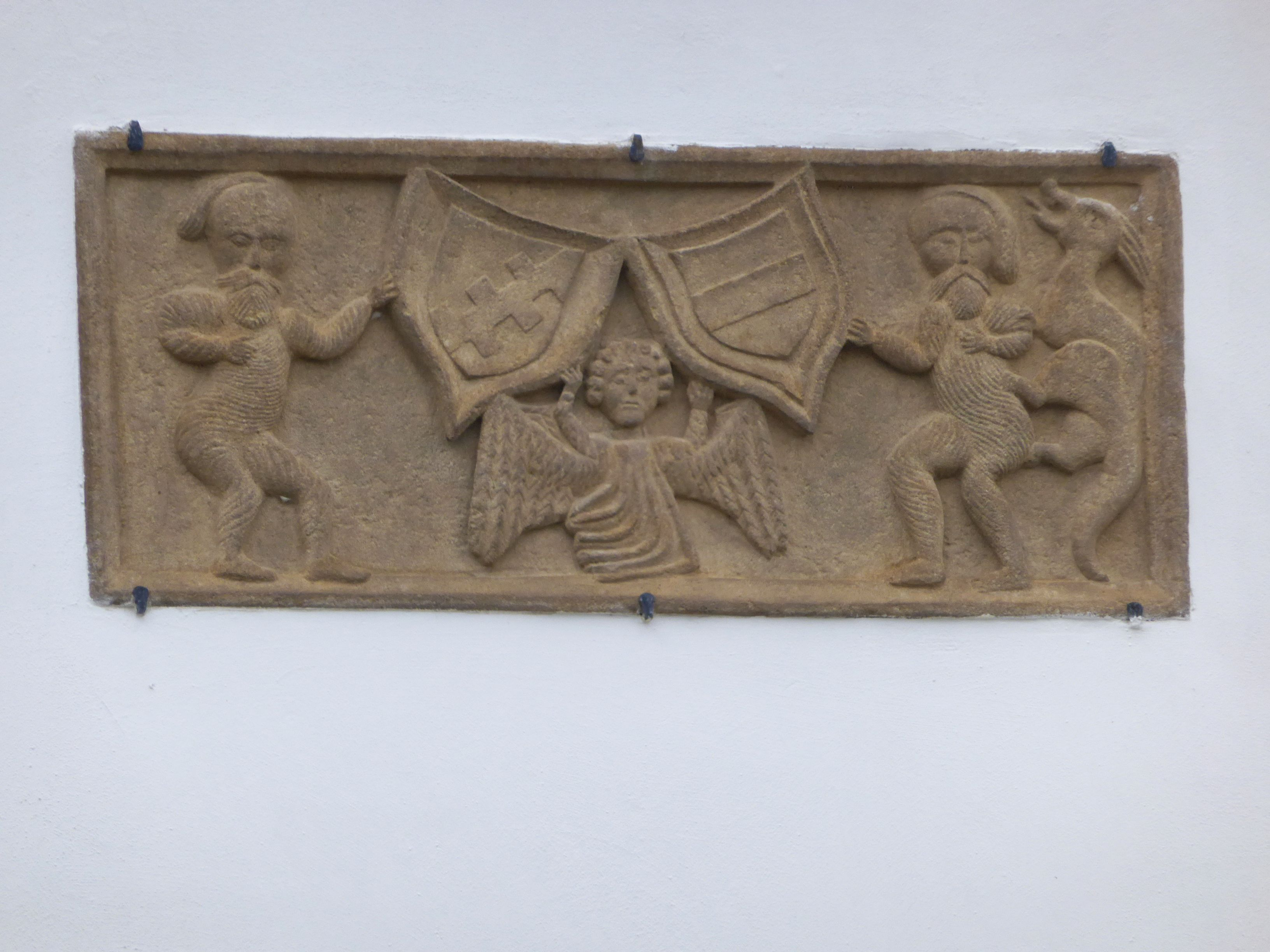
Wappenstein am Portalbau des Schlosses Aholming

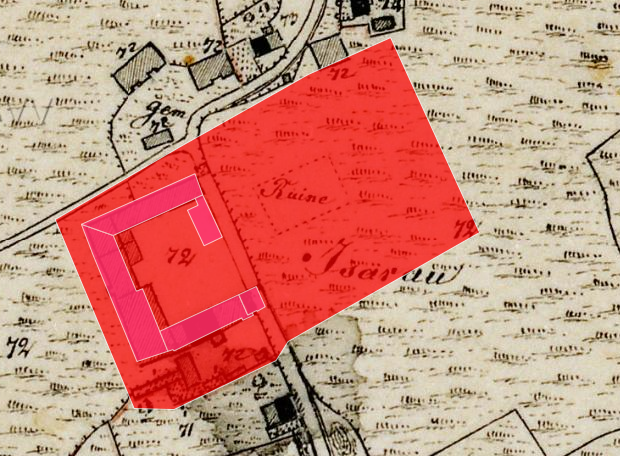
Lageplan von Schloss Aholming auf dem Urkataster von Bayern

Das Schloss Aholming (bisweilen auch Schloss Isarau genannt) liegt in der niederbayerischen Gemeinde Aholming im Landkreis Deggendorf (Isarauer Straße 41). Es ist unter der Aktennummer D-2-71-111-5 als Baudenkmal verzeichnet. Die Anlage wird ferner als Bodendenkmal unter der Aktennummer D-2-7243-0022 mit der Beschreibung „untertägige spätmittelalterliche und frühneuzeitliche Befunde im Bereich des abgegangenen Schlosses ‚Isarau‘ bei Aholming mit zugehöriger Schlossökonomie“ geführt. 

## Geschichte
Der frühest genannte Vertreter der Familie der Aholminger ist Walchoun de Auhalmingen, der ca. 1112 in Passauer Traditionen bzw. als Zeuge für das Kloster St. Nikola genannt wird. Es handelt sich dabei um Ministerialen des Hochstifts Passau, welche die westlichen Besitzungen des Bistums hier absichern sollten. Genannt werden noch Sigeboto de Ohalmingen (ca. 1145), Rapoto de Ouhalmingen (ca. 1155) und ein Siboto de Oulhalmingen (ca. 1170). Weitere Mitglieder dieser Familie siegeln später für Graf Albert IV. von Bogen, so Henricus de Ahalming (1225, 1232) bzw. Henricus de Acholmingen (1233). In einer Notiz des Klosters St. Nikolas wird ein Christianus Chunradus de Ahalming als dominus bezeichnet, ein Hinweis auf eine gehobene Stellung dieser Familie. Der letzte dieser Familie ist ein Heinrich des Ortleins Sohn (1312).
Das Hochstift Passau hatte hier sehr früh eine Hofmark errichtet; die hofmarchia Ahalminge wird in einem Urbar des 13. Jahrhunderts genannt. Mitte des 13. Jahrhunderts geriet Aholming in den Bereich des Burkhards von Weiher (Sohn des Grafen Konrad I. von Moosburg, seit 1246 Vormund des Grafen Albert III. von Hals). Allerdings wurde dieser bald von den Wittelsbachern abgelöst. Die Grafen von Hals hatten die Vogteirechte über das Bistum Passau und das Kloster St. Nikola usurpiert, sodass Aholming nach dem Ende dieser Familie Teil des wittelsbachischen Bayern geworden war. Im 2. Herzogsurbar erscheint Aholming unter dem Gericht Hengersberg. Unabhängig von der Vogtei bestand jedoch die Veste Aholming weiter und war im Besitz Aholminger Ministerialen.
1318 mussten die bayerischen Herzöge Aholming an die Brüder Hartwig und Altmann zum Degenberg und deren Neffen Eberwein verpfänden. Bei einer Teilung der Degenberschen Besitzungen von Aholming (1336) fielen den Brüdern Hartwig und Altmann die Eigen- und Lehensbesitzungen hier zu. 1342 verkauften die beiden Brüder auf Bitten von Kaiser Ludwig dem Bayern Güter und Gülten von Aholming an der Passauer Wirt Ludwig auf dem Stein, damit die Pfandschuld geringer werde. Als Dank dafür verlieh Kaiser Ludwig dem Wirt, seiner Frau Agnes und seiner Tochter Katharina die Vogtei zu Aholming und Penzling auf Lebzeiten, dazu gehörte auch die Burg in Aholming. Nach diesem ist Heinrich Tuschl von Söldenau der Besitzer. 1363 verkauft er alles an den Straubinger Vitztum Ulrich Kamerauer zum Haidstein. Die Chamerauer blieben bis 1413 Besitzer von Aholming.
1413 kauft Heinrich Nothaft, dessen Tochter Barbara 1403 mit Peter Kamerauer verheiratet worden war, den Besitz als freies Eigen von seinem Schwiegersohn. Die Nothafts blieben in der Folge für 300 Jahre die Besitzer von Aholming. Von den drei Söhnen des Heinrichs, Haimeran, Albrecht und Heinrich, erhält letzterer 1440 das Schloss Aholming. Dieser ließ in Aholming zahlreiche Um- und Neubauten ausführen. Pfarrer Rettinger schreibt hierzu in seiner Familienchronik: „Diser Herr Hainrich hat gar füll gepauet An seinenn geschlössern als Zu Eckhmüll vnnd sunderlich hie Zu Ahelming hat er den Vorhoff Am geschloss Zu Iseraw vmb vnnd vmb von Neuem auf gepeuet, dartzu das schloss vmb vnnd vmb, Alß Zwey gaden heher Aufgebauet vnnd erhecht. “
1493 empfing Jörg Nothaft zu Aholming die hiesigen herzoglichen Lehen (Schloss Aholming mit Halsgericht, Stock und Galgen und weiteres Zubehör). 1514 sind hier die Brüder Kaspar, Hans, Albrecht und Bernhard die Nothaften hier nachgewiesen. Bernhard Notthafft war im Gefolge Herzog Albrechts 1504 am Landshuter Erbfolgekrieg beteiligt. Dabei erlitt der Aholminger Besitz großen Schaden, er selbst hielt sich „Schwachheit halber“ eine Zeitlang zu Deggendorf auf und wurde schließlich Pfleger in Hengersberg († 1517). Kaspar Nothaft empfing als ältester nach dem Tod seines Vetters Jörg 1512 die herzoglichen Lehen. Nach seinem Tod († 1521) folgt ihm Hans Nothaft und nach dessen Tod († 1529) Christoff Joachim Nothaft bzw. 1548 Haimeran Nothaft. 1553 erhielten die Inhaber der Herrschaft Aholming von Kaiser Karl V. das Recht, Bier zu brauen und Jahrmärkte zu halten.
1557 wurde die Herrschaft Aholming in drei Teile geteilt, wobei die Teile durch Bischof Wolfgang dem Wolf Dietrich von Maxlrain und den Haimeram und dem Kaspar Nothaft verliehen werden. Die herzoglichen Lehen wurden immer an den Ältesten der Nothafts verliehen, so 1570 an Hans Heinrich, 1581 an Kaspar, 1601 an Hans Bernhard und 1612 im Auftrag der Witwe Barbara Nothaft für ihren Sohn Wilhelm (Vetter des verstorbenen Hans Bernhard) an Ferdinand Khuen von Belasy. Der Teil des Aholminger Erbes, der Hans Bernhard zustand, fiel an dessen Sohn Hans Albrecht, ein Teil an den Straubinger Landrichter Hans Sigmund Nothaft. 1636 erhielt Franz Ignatz Nothaft, Sohn des verstorbenen Wilhelm, die Lehen über Halsgericht, Stock und Galgen sowie den Wildbann. Auf dem Erbweg waren 1637 fünf Inhaber der Herrschaft Aholming vorhanden: Wilhelm von Maxlrain, die Erben des Wolfdietrich von Maxlrain, die Erben des Wilhelm Nothaft (vor allem Franz Ignatz), Ortlieb Freiherr von Pötting und die Witwe des Hans Sigmund Nothaft. Dem Ortlieb von Pötting folgte 1655 sein Sohn Sebastian von Pötting. Aus der Nothaftfamilie sind 1646 Johann Heinrich und Franz Ignatz (ab 1652 Inhaber des Halsgerichts) bezeugt. Es folgen 1660 Johann Heinrich Nothaft, 1666 dessen Sohn Wolfheinrich, der aber 1676 sein Lehen seinem Bruder Georg Heinrich Nothaft († 1703) überließ. Dieser ließ das Schloss Aholming teils renovieren, teils neu erbauen und richtete es sich als Domizil ein.
Durch Erbfälle hatten auch die Freiherrn von Gumppenberg zu Pöttmes einen Teil von Aholming bekommen. Nach dem Tod des Adam Heinrich Gumppenberg 1670 wurde sein Anteil frei und das Hochstift Passau verlieh dieses dem Grafen Johann Ferdinand Albrecht von Preysing. 1672 gab es drei Hofmarksherren: Johann Heinrich Freiherr von Haslang und seine Frau Maria Anna Siguna Gräfin von Törring, geborene von Maxlrain, Graf Heinrich Nothaft und Johann Ferdinand Albrecht Graf Preysing. Heinrich Nothaft erkaufte den Maxlrainschen Anteil und die Grafen Preysind hatten weiterhin den sogenannten Moosischen Herrschaftstitel auf Aholming. Die Linie der Nothafts wurde 1705 durch Sebastian Heinrich fortgesetzt. Nach dessen Tod († 1710) verlieh Kaiser Joseph I. dem Johann Heinrich Nothaft das Lehen. Dieser verstarb 1734 als letzter seines Geschlechts. Das freigewordene Lehen wurde dann durch Kurfürst Maximilian Joseph an Johann Franz de Paula Graf von Preysing und seinen männlichen Leibserben verliehen. 1758 erhielt Johann Kaspar Graf von Preysing zu Moos das Lehen und nach seinem Tod († 1770) sein gleichnamiger Sohn. Dieser ließ das Schloss 1791 bis auf das Portalgebäude und den Wirtschaftshof abbrechen. Unter den Preysings wir Aholming als Hofmark bezeichnet, obwohl wegen der Halsgerichtsbarkeit der Titel Grafschaft Aholming zeitweise üblich war.
Zur Herrschaft Aholming zählten auch Penzling und Tabertshausen. Letzterer Ort war im Hochmittelalter Stammsitz eines eigenen Ministerialgeschlechts. Von diesem sind ein Luitgotz de Tabrechshusen (1076), ein Werinhart de Tagebrehteshusen (1112) und ein Albrecht von Tabertshausen (1130–1165) urkundlich erwähnt. Der Weg, auf dem Tabertshausen an die Nothafts kam, ist unklar.
1804 ist als Inhaber der Hofmark Aholming Graf Johann Kaspar Reichsgraf von Preysing nachgewiesen. Aholming kam 1838 dann zum Landgericht Osterhofen, ehemals Amt Otzing im Gericht Natternberg. 1808 gehörte Aholming zum Steuerdistrikt Deggendorf.

## Schloss Aholming einst und jetzt

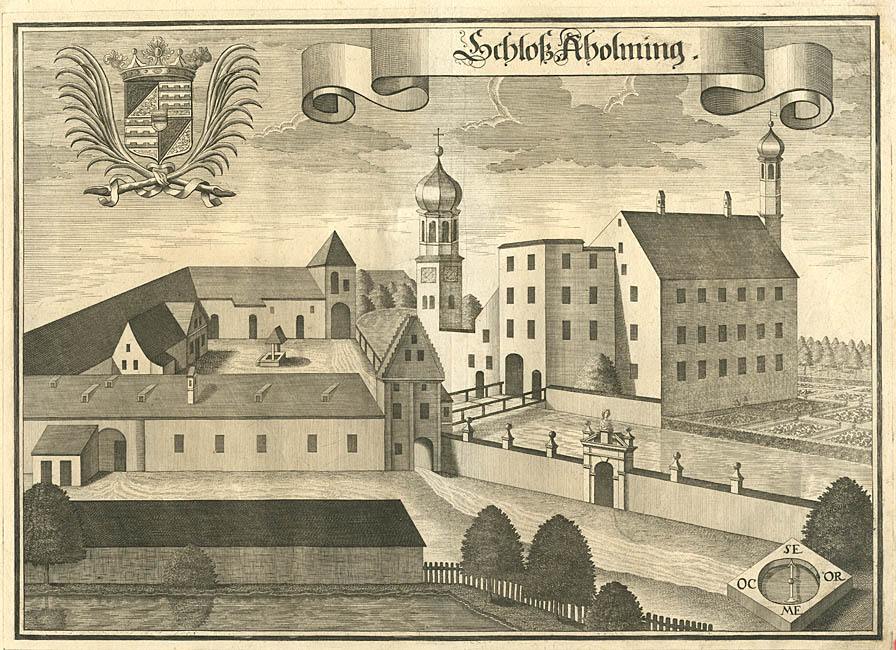
Schloss Aholming, Stich von Michael Wening

Wie auf dem Stich von Michael Wening von 1721 zu sehen ist, war Schloss Aholming eine mächtige Anlage. Ein dreigeschossiges und mit einem Zeltdach gedecktes Wohnhaus besaß nach Osten einen Turm, der mit einer Zwiebelhaube gedeckt war. Davor stand ein flach gedeckter Torturm, der über eine Brücke erreichbar war. Neben dem Schloss ist eine Gartenanlage erkennbar. Westlich davon ist die Schlosskapelle mit einem Zwiebelturm zu sehen, die mittels einer Mauer mit den anderen Baulichkeiten verbunden war. Ebenfalls westlich liegt ein vierflügeliger über Torbauten erreichbarer Wirtschaftshof. Die Schlossanlage stand östlich der heutigen Vorburg auf einer quadratischen Kiesinsel von ca. 25 m Seitenlänge und war von einem ca. 20 m breiten Wassergraben umgeben. Dieser Schlossbau war in der zweiten Hälfte des 17. Jahrhunderts von Graf Georg Heinrich Notthafft teils renoviert bzw. teils neu erbaut worden. Johann Kaspar Graf von Preysing d. J. ließ das Schloss 1791 abbrechen. Das Steinmaterial soll zum Bau des Brauhauses in Moos verwendet worden sein. Das von Wening dargestellte Schlossgebäude wird heute von der nach Aholming führenden Ortsverbindungsstraße durchschnitten.
Erhalten blieb das im Kern spätgotische Portalgebäude (ein dreigeschossiger Giebelbau) und der erdgeschossige und mit Satteldächern gedeckte Wirtschaftshof (18. und 19. Jahrhundert). Ein Wappenstein am Portalbau des Schlosses erinnert an die rege Bautätigkeit Graf Georg Heinrich VI. Notthaffts und seine erste Gemahlin Margaretha, eine geborene Gräfin von Ortenburg. Als Schildhalter zeigt diese Wappentafel einen geflügelten Engel in der Mitte und je einen Wilden Mann auf beiden Seiten, wobei der Wilde Mann, welcher den notthafftischen Wappenschild stützt, von einem Fabeltier angegriffen wird. Der Originalstein wurde 2008 von dem Grafen Arco-Zinneberg ausgebaut und nach Schloss Moos verfrachtet. Der heutige Schlossbesitzer hat eine Replik anfertigen und auf Schloss Aholming anbringen lassen.
Die danebenstehende Kapelle ist die ehemalige Burgkirche St. Ulrich.
Wie dokumentiert wurde, wurde 2005 an den Gemeinderat Aholming der Antrag gestellt, Maßnahmen zu ergreifen, um das Schloss Aholming zu erhalten. Darauf hat der damalige Besitzer, Riprand Graf von und zu Arco-Zinneberg aus Moos, der für den Schlossbau keine Verwendung mehr hatte, beantragt, das denkmalgeschützte Schlossgebäude dem Erdboden gleich zu machen. Allerdings hat der Aholminger Gemeinderat diesem Vorhaben nicht zugestimmt. Auch initiativ gewordene Bürger wehrten sich gegen dieses Ansinnen. Aufgrund vielfältiger Maßnahmen wurde das Schloss von Ludwig Fischer als Investor gekauft und zwischenzeitlich saniert.